# Guillermo Turner
Guillermo Turner fue un marino inglés que sirvió en la Armada Argentina durante el siglo XIX luchando en la guerra del Brasil y en la guerra entre la Confederación Argentina y el Estado de Buenos Aires, durante la cual traicionó a ambos bandos.

## Biografía
Guillermo Turner nació en Inglaterra y siguió la carrera naval. Tras asentarse en la ciudad de Buenos Aires al declararse la guerra con el Imperio del Brasil se sumó como muchos de sus connacionales a la escuadra republicana al mando de Guillermo Brown.
Con el grado de teniente y como segundo al mando de la cañonera N° 7, resultó gravemente herido en el ataque nocturno a Colonia del Sacramento del 1 de marzo de 1826.
Tuvo luego una destacada actuación durante el bloqueo a Buenos Aires efectuado por las fuerzas navales anglo-francesas durante el gobierno de Juan Manuel de Rosas.
Producida la secesión del estado de Buenos Aires ingresó a la escuadra de la provincia rebelde. Bajo el mando del coronel Floriano Zurowski y con el grado de sargento mayor asistió al combate de Martín García del 18 de abril de 1853 como comandante del bergantín de 223 tn Enigma (6 cañones de a 20, 4 de a 18 y 2 de a 10), buque insignia.
Durante la acción, el Enigma abrió fuego por el flanco derecho, y en esta descarga se desmontaron cuatro carroñadas del referido flanco.
Zurowski recuerda en su parte que «á la primera descarga de la batería del Enigma casi todos los oficiales ingleses desaparecieron de cubierta quedando solamente el Comandante Turner con el objeto de persuadirme á arriar la bandera y entregarnos porpue era inútil hacer sacrificar la gente, pero á una mirada mia él se retiró sin volver á aparecer». Un oficial inglés arrió la insignia e intentó izar una bandera blanca, pero el teniente Alejandro Murature, ayudante de Zurowski, lo impidió.
Tras una breve lucha, el comandante de la escuadra junto a su ayudante Alejandro Murature y algunos oficiales y tripulantes leales pasaron a la goleta Santa Clara comandado por José Murature, mientras que Turner entregó su nave a la escuadra nacional.
Algunos autores afirman que Turner había sido comprado por la Confederación. Fuera o no cierto, tras la entrega del Enigma el gobierno nacional premió con 32 000 patacones a Turner y su tripulación.
El 23 de abril la escuadra de la Confederación bloqueó el puerto de Buenos Aires, completando así el sitio terrestre que mantenía Hilario Lagos. Sin embargo, tras un mes de negociar el soborno, el comandante de la escuadra nacional John Halstead Coe accedió el 20 de junio a entregar la flota confederada ingresándola a balizas interiores del puerto de Buenos Aires. Fue acompañado en la traición por Luis Cabassa, José María Pinedo y Guillermo Turner, que así volvía a Buenos Aires. Ante la entrega de la escuadra, la desmoralización del ejército nacional obligó a que el 13 de julio se levantara el sitio.
Entre 1836 y 1864, cuando no estuvo actuando en la armada, Turner se desempeñó como práctico mayor del Río de la Plata. Posteriormente se asentó en Luján. En 1869 propuso construir una línea de tranvías en esa ciudad uniendo la plaza General Belgrano con la estación del ferrocarril.